# حزب فمینیست (فنلاند)

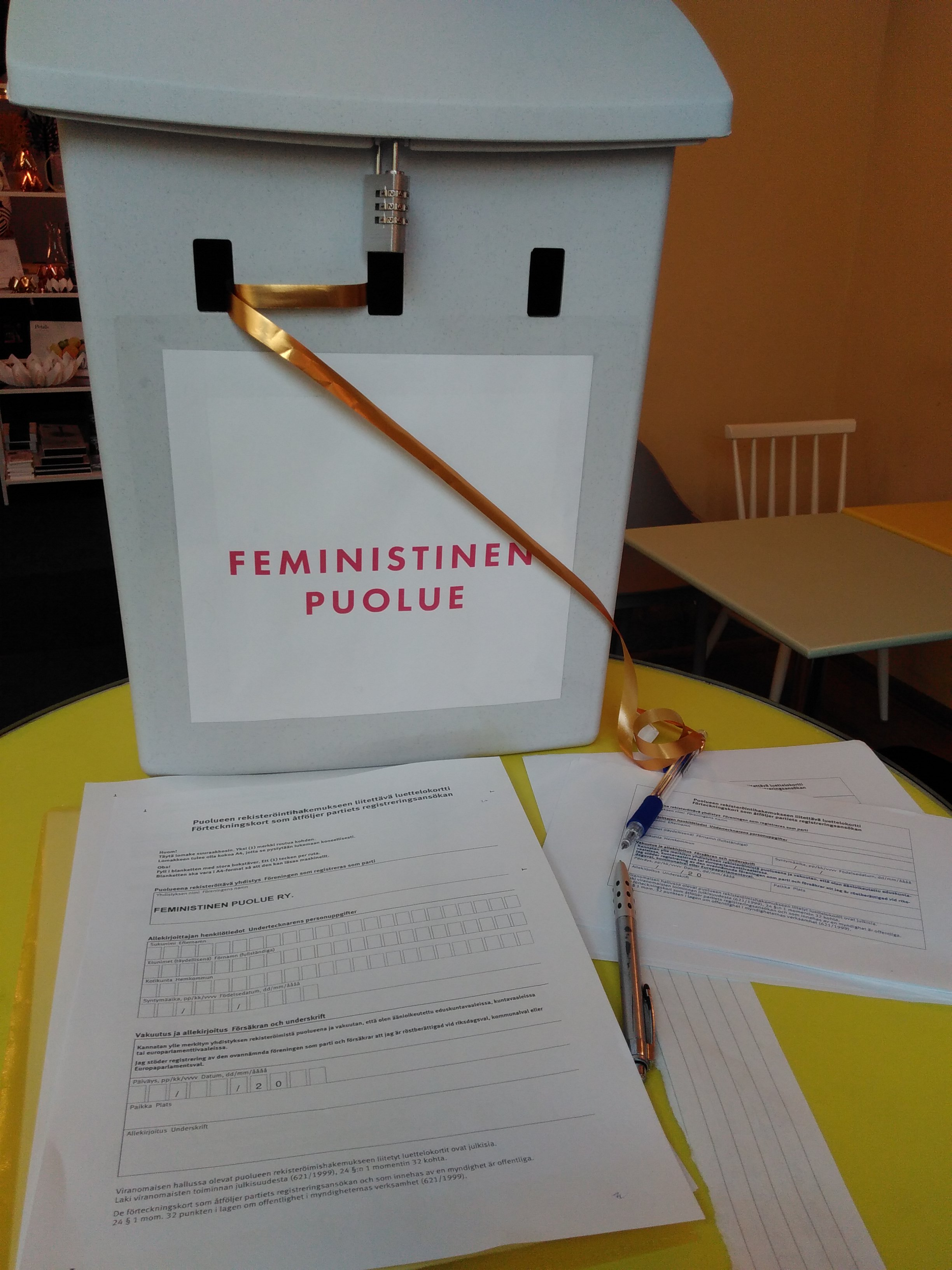
حزب فمینیست درحال جمع‌آوری کارت‌های حمایتی در سال ۲۰۱۶

حزب فمینیست (به فنلاندی: Feministinen puolue , سوئدی: Feministiska partiet) یک حزب سیاسی فمینیست فنلاندی است که در ژوئن ۲۰۱۶ تأسیس شد. و در ژانویه ۲۰۱۷ به عنوان یک حزب سیاسی ثبت شد. این حزب دارای سه رئیس است که کتجو آرو، واردا احمد و کاترینا روزاوارا هستند. برابری جنسیتی، حقوق بشر و امنیت انسانی را ارکان اصلی سیاست‌های خود می‌خواند.
این حزب در انتخابات شهرداری فنلاند ۲۰۱۷ در ۴۰ شهرداری ۴۰ نامزد داشت. کتجو آرو، یکی از روسای حزب، به عضویت شورای شهر هلسینکی انتخاب شد.

## نتایج انتخابات

### انتخابات شهرداری
| سال  | مشارکت کنندگان | رای   | رای  |
| ---- | -------------- | ----- | ---- |
| ۲۰۱۷ | ۱              | ۶٬۸۵۶ | ۰٬۳٪ |

### پارلمان فنلاند
| سال  | مشارکت کنندکان | رای   | رای  |
| ---- | -------------- | ----- | ---- |
| ۲۰۱۹ | ۰              | ۶٬۶۶۲ | ۰٬۲٪ |

### پارلمان اروپا
| سال  | مشارکت کنندگان | رای   | رای  | مرجع. | مرجع. |
| ---- | -------------- | ----- | ---- | ----- | ----- |
| ۲۰۱۹ | ۰              | ۴٬۴۴۲ | ۰٬۲٪ | [ ۹ ] |       |